# Maurice Claisse
Pour les articles homonymes, voir Claisse.
Maurice Claisse, né le 14 décembre 1905 à Paris et mort le 14 septembre 1986 à Neuilly-sur-Seine, est un ingénieur, aviateur et résistant français, Compagnon de la Libération. Ingénieur aéronautique de formation, il est pilote d'essai à la société Bréguet Aviation où il participe notamment aux essais des premiers hélicoptères. 
Après l'armistice du 22 juin 1940, il décide de se rallier à la France libre et devient pilote de chasse dans la Royal Air Force. Il est ensuite appelé par le ministère de l'air britannique pour devenir pilote d'essai sur les appareils militaires utilisés pendant le conflit, ce qui lui donne l'occasion de devenir le premier français à voler sur un avion à réaction. Après la guerre, il reprend son activité d'ingénieur aéronautique.

## Biographie

### Jeunesse et engagement

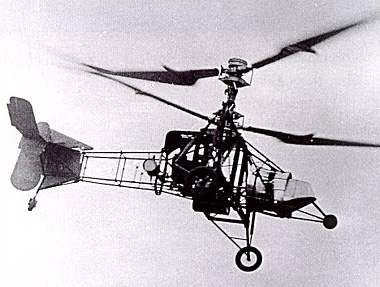
Le gyroplane Breguet-Dorand.

Maurice Claisse naît le 14 décembre 1905, dans le 7e arrondissement de Paris, d'un père médecin. Après des études au Lycée Louis-le-Grand, il effectue son service militaire dans l'armée de l'air où il obtient un brevet de pilotage puis il entre en 1930 à l'École nationale supérieure d'Aéronautique. Muni de son diplôme d'ingénieur en aéronautique, il est embauché à la société Bréguet Aviation en 1932,. Pilote d'essai, il participe à partir de 1933 à la mise au point du gyroplane Breguet-Dorand avec lequel il bat cinq records du monde jusqu'en 1936,,. Chef pilote d'essai en 1937 puis directeur des essais en vol en 1938, il participe à la mise au point et aux tests de plus d'une vingtaine de modèles d'avion d'attaque et d'assaut, notamment le Breguet 460 Vultur et le prototype Breguet 690 dont seront dérivés les Breguet Br.691 de l'armée de l'air,,. Parallèlement, il est réserviste de l'armée de l'air et atteint le grade de lieutenant à la veille de la Seconde Guerre mondiale.

### Seconde Guerre mondiale
Basé à Villacoublay, il supervise l'évacuation des avions dont il a la charge jusqu'à l'aérodrome des Landes-de-Bussac en Charente-Maritime,,. Le dernier appareil est évacué le jour même de l'arrivée des Allemands sur l'aérodrome de Villacoublay. Remonté à Paris et désireux de rejoindre la France libre en Angleterre, il crée, avec des camarades pilotes, le réseau "Maryse Bastié" avec lequel il tente de fuir par la Normandie ou la Bretagne,. Après plusieurs tentatives infructueuses, il obtient l'aide du réseau du musée de l'Homme et quitte Paris le 3 janvier 1941,,. Après avoir traversé les Pyrénées et passé un mois en Espagne, il parvient à Gibraltar le 4 avril et embarque pour la Grande-Bretagne,,.
Le 22 mai 1941, Maurice Claisse est reçu par le général de Gaulle à Londres et s'engage dans les forces aériennes françaises libres,. Promu capitaine, il effectue un stage au sein d'une operationnal training unit de la Royal Air Force puis est affecté au no 66 Squadron RAF avec lequel, aux commandes d'un Spitfire, il effectue 68 missions au-dessus de la France et de la Belgique et totalise 130 heures de vol de guerre,. Au cours d'une période de repos à Londres, il est abordé par l'Air marshal Francis John Linnel, chef de la recherche et du développement de l'aéronautique pour le ministère de l'air britannique,. Celui-ci, ayant pris connaissance de sa formation d'ingénieur et de son passé de pilote d'essai chez Bréguet, propose à Maurice Claisse un poste de pilote d'essai. Claisse, désireux de poursuivre la lutte contre l'Allemagne, refuse et rejoint son escadron avec lequel il participe au raid de Dieppe,,.
En septembre 1942, Maurice Claisse est à nouveau contacté par le ministère de l'air britannique. Ayant dépassé les douze mois maximum d'opérations pour un pilote de chasse, il accepte cette fois-ci le poste qui lui est proposé,. Affecté au Royal Aircraft Establishment de Farnborough, il commence par faire partie de la section des essais moteurs,,. Le 30 septembre 1942, lors d'un essai en vol aux commandes d'un Airspeed AS.10 Oxford, il croise fortuitement quatre Messerschmitt Bf 109 venus attaquer les côtes anglaises,. Fort de son expérience de pilote de chasse, il parvient à réaliser des manœuvres d'évitement afin de ne pas devenir la proie des chasseurs ennemis,. Ayant donné satisfaction au sein de la section moteurs, il est affecté à la section des essais aérodynamiques avec laquelle il a l'occasion de tester des Focke-Wulf Fw 190 capturés,. Il réalise également des tests de compressibilité sur des appareils dont la vitesse devient de plus en plus importante ainsi que des essais de parachutes de queue permettant aux avions de réaliser de meilleurs angles de piqué avec une vitesse plus réduite,.

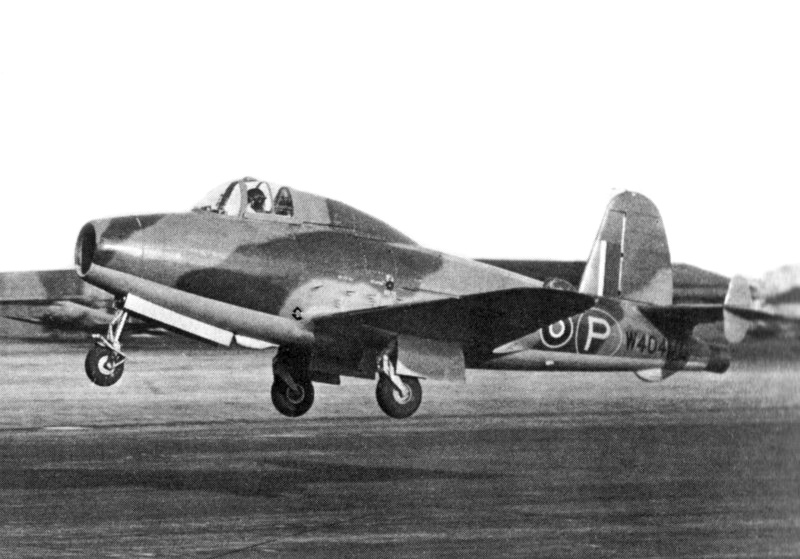
Le Gloster E.28/39.

Après avoir réalisé près de 300 heures de vol sur plus de 70 types d'appareils britanniques, américains et allemands, Maurice Claisse obtient, le 23 mai 1943, le privilège d'être le premier français à piloter un avion à réaction en participant aux essais du Gloster E.28/39,,. Après cette expérience sur réacteur, l'été 1943 est consacré a des tests d'améliorations sur des bombardiers Short Stirling, Avro Lancaster et Handley Page Halifax,. Devant la montée en puissance des porte-avions, notamment sur le théâtre du Pacifique, il participe également à des essais de catapultes et de trains d'atterrissage adaptés à l'apontage,. Promu commandant le 25 décembre 1943, il demande à retourner dans une unité combattante mais, trop âgé pour retrouver un poste de chasse de jour, il est affecté au no 219 Squadron RAF, unité de chasse nocturne volant sur de Havilland DH.98 Mosquito,. Il enrichit alors son palmarès avec 45 missions et 130 heures de vol de guerre supplémentaires dans les ciels de France, Belgique, Pays-Bas et Allemagne. En novembre 1944, il est appelé à l'État-major de l'armée de l'air avec pour mission d'effectuer des essais sur un Heinkel He 177 abandonné par les Allemands puis de le convoyer jusqu'aux États-Unis,,. Cependant, l'avion ayant été endommagé par un équipage américain et hors d'état de voler, la mission est avortée,,. Maurice Claisse termine la guerre avec le grade de lieutenant-colonel.

### Après-Guerre
Après le conflit, il reprend sa carrière d'ingénieur aéronautique et se fait embaucher à la SNECMA comme chef-pilote d'essai. Fidèle à la société Bréguet, il retrouve cette dernière en 1956 et y termine sa carrière en 1971,.
Maurice Claisse meurt le 14 septembre 1986 à Neuilly-sur-Seine et est inhumé à Dammarie-les-Lys.

## Décorations
|  |  |  |  |  |  |
|  |  |  |  |  |  |
|  |  |  |  |  |  |

| Commandeur de la Légion d'honneur       | Commandeur de la Légion d'honneur | Commandeur de la Légion d'honneur | Compagnon de la Libération Par décret du 28 mai 1945 | Compagnon de la Libération Par décret du 28 mai 1945 | Compagnon de la Libération Par décret du 28 mai 1945 | Croix de guerre 1939-1945 Avec une palme | Croix de guerre 1939-1945 Avec une palme | Croix de guerre 1939-1945 Avec une palme |
| Médaille de l'Aéronautique              | Médaille de l'Aéronautique        | Médaille de l'Aéronautique        | Officier des Arts et de Lettres                      | Officier des Arts et de Lettres                      | Officier des Arts et de Lettres                      | Distinguished Flying Cross (Royaume-Uni) | Distinguished Flying Cross (Royaume-Uni) | Distinguished Flying Cross (Royaume-Uni) |
| Distinguished Flying Cross (États-Unis) |                                   |                                   |                                                      |                                                      |                                                      |                                          |                                          |                                          |

### Records mondiaux en gyroplane[5]
- 14 décembre 1935 : circuit de 500 mètres.
- 21 décembre 1935 : 1er record international de vitesse à 110 km/h.
- 22 septembre 1936 : record d'altitude à 158 mètres.
- 23 novembre 1936 : épreuve de maniabilité dans un couloir de 100 mètres.
- 24 novembre 1936 : 1er record international de durée avec 1 heure, 2 minutes et 58 secondes sur un circuit fermé de 44 kilomètres.
- 22 décembre 1936 : record de vol stationnaire : 10 minutes.

## Publications
- « Farnborough at war, French test pilot at the Royal Aircraft Establishment, Farnborough during the second world war », Icare (revue), no 41,‎ 1967 (lire en ligne).